# Zoom (software)
Zoom es un programa de software de videochat desarrollado por Zoom Video Communications. El plan gratuito ofrece un servicio de video chat que permite hasta 100 participantes al mismo tiempo, con una restricción de tiempo de 40 minutos. Los usuarios tienen la opción de mejorar estas prestaciones suscribiéndose a un plan pago, y el más alto permite hasta 1000 participantes al mismo tiempo, con una restricción de tiempo de 30 horas.
Durante la pandemia de COVID-19, hubo un aumento importante en el uso de Zoom y productos similares para el teletrabajo, la educación a distancia  y las relaciones sociales en línea. El aumento llevó a Zoom a ser la quinta aplicación móvil más descargada en todo el mundo en 2020, con 477 millones de descargas.
En febrero de 2023, Eric Yuan anunció el despido de 1300 empleados, equivalente al 15% de su plantilla.

## Historia
Una versión beta de Zoom, que podía albergar conferencias con hasta 15 participantes en video, fue lanzada el 10 de septiembre de 2012. El 25 de enero de 2013, se lanzó la versión 1.0 del programa, con un aumento en el número de participantes por conferencia a 25. Al final de su primer mes, Zoom tenía 400 000 usuarios, que aumentaron a 1 millón en mayo de 2013. Después del inicio de la pandemia de COVID-19, en febrero de 2020, Zoom había ganado 2,22 millones de usuarios en 2020, más usuarios de los que había acumulado en la todo el 2019, y la participación de la compañía aumentó en un 35 por ciento. En un solo día del mes de marzo de 2020, la aplicación Zoom fue descargada 2,13 millones de veces. Para abril de 2020, Zoom tenía en reuniones diarias más de 300 millones de participantes. El 24 de agosto de 2020, Zoom experimentó cortes generalizados durante varias horas, antes de que se restableciera el servicio.
Zoom solo estaba usando la tecnología WebSocket para videollamadas, pero cambió a WebRTC (sin servidores STUN/TURN ) si está disponible. El video se muestra usando un elemento de «lienzo» HTML5 en lugar del elemento de solo video HTML5.
En enero de 2021, Zoom comenzó a contratar trabajadores en Irlanda para que trabajarán para la compañía de forma remota.

## Características
Zoom es compatible con Windows, macOS, iOS, Android, Chrome OS y Linux. Se destaca por su sencilla interfaz y facilidad de uso, independientemente de la experiencia tecnológica. Las características incluyen reuniones individuales, videoconferencias grupales, uso compartido de pantalla, complementos, extensiones de navegador y la capacidad de grabar reuniones y transcribirlas automáticamente. En algunas computadoras y sistemas operativos, los usuarios pueden seleccionar un fondo virtual, que se puede descargar de diferentes sitios, para usarlo como fondo detrás de ellos.

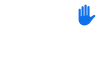
El símbolo de la mano levantada de Zoom.

El uso de la plataforma es gratuito para videoconferencias de hasta 100 participantes a la vez, con un límite de tiempo de 40 minutos. Para conferencias más largas o más grandes con más funciones, hay suscripciones pagas disponibles, con un costo de USD 15 a 20 por mes. Las funciones diseñadas para conferencias de negocios, como Zoom Rooms, están disponibles por USD 50 a100 por mes. Se pueden ver hasta 49 personas en una sola pantalla a la vez. Zoom tiene varios niveles: Basic, Pro, Business y Enterprise. Los participantes no tienen que descargar la aplicación si están usando Google Chrome o Firefox, solo deben hacer clic en un enlace y unirse desde el navegador. Zoom no es compatible con Safari para Mac.
Las características de seguridad de Zoom incluyen reuniones protegidas con contraseña, autenticación de usuarios, salas de espera, reuniones bloqueadas, deshabilitación de la pantalla compartida de los participantes, identificaciones generadas aleatoriamente y la capacidad del anfitrión para eliminar a los asistentes perturbadores. A partir de junio de 2020, Zoom comenzó a ofrecer cifrado de extremo a extremo a usuarios empresariales y empresariales, con cifrado AES 256 GCM habilitado para todos los usuarios. En octubre de 2020, Zoom agregó cifrado de extremo a extremo para usuarios gratuitos y pagos. Está disponible en todas las plataformas, excepto en el cliente web oficial de Zoom.
Zoom también ofrece un servicio de transcripción que utiliza el software Otter.ai que permite a las empresas almacenar las transcripciones de las reuniones de Zoom en línea y buscarlas, incluida la separación y etiquetado de diferentes oradores.
A partir de julio de 2020, Zoom Rooms y Zoom Phone también estuvieron disponibles como productos de hardware de servicio. Zoom Phone está disponible para servicio telefónico nacional en 40 países del mundo a partir de agosto de 2020. En enero de 2021, la compañía reveló que había vendido 1 millón de asientos para el servicio Zoom Phone. Zoom for Home, una categoría de productos diseñados para uso doméstico, estuvo disponible en agosto de 2020.
En septiembre de 2020, Zoom agregó nuevas funciones de accesibilidad para que a fin de que la aplicación resulte más fácil de usar por personas sordas, con problemas de audición o visual. Las nuevas características incluyen la capacidad de moverse por las ventanas de video en la vista de galería, anclar ventanas de video para resaltarlas; atajos de teclado mejorados, nuevas herramientas para ajustar el tamaño del texto de los subtítulos, y las ventanas de los intérpretes de lenguaje de señas que ahora pueden ubicars directamente junto al orador.
En octubre de 2020, en Zoomtopia, la conferencia anual de usuarios de Zoom, la compañía presentó OnZoom, un mercado de eventos virtuales con un sistema de pago integrado, donde los usuarios pueden organizar y promover eventos en vivo gratuitos o pagos. Con OnZoom, los usuarios pueden programar y organizar eventos únicos o series de eventos para hasta 1000 asistentes, y vender entradas en línea. La compañía también anunció Zoom Apps, una función que integra aplicaciones de terceros para que puedan usarse dentro de la interfaz de Zoom durante las reuniones. Las primeras aplicaciones de este tipo estarán disponibles de compañías como Slack, Salesforce y Dropbox. En octubre de 2020, Zoom brindó a sus usuarios una mejor seguridad con una actualización del encriptado, de extremo a extremo, para su red de reuniones en línea.

## Usos

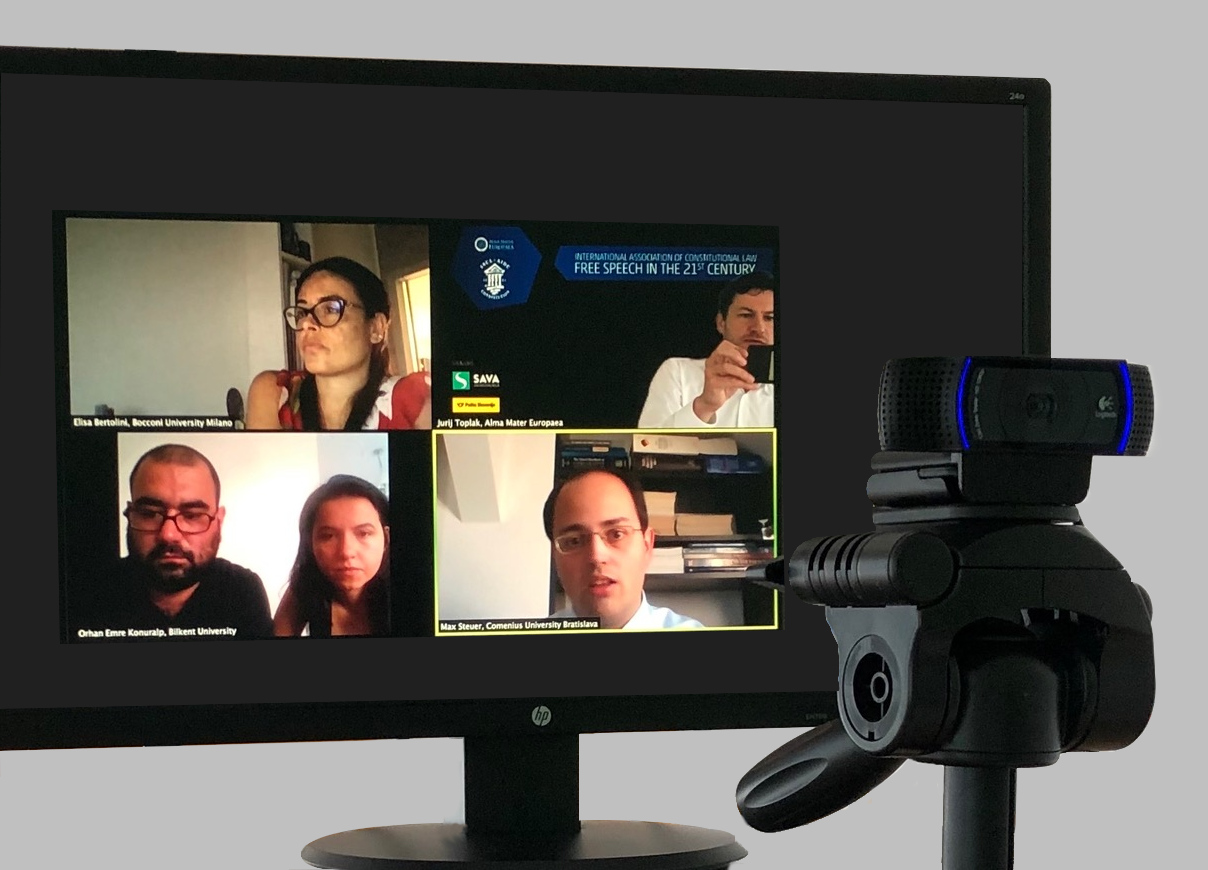
En julio de 2020, utilizando Zoom, la Asociación Internacional de Derecho Constitucional junto al Alma Mater Europaea, organizaron el primer evento de 24 horas al día que viajó alrededor del mundo a través de diferentes zonas horarias.

Zoom ha sido utilizado por bancos, escuelas, universidades y agencias gubernamentales de todo el mundo, por el Parlamento del Reino Unido, por profesionales de la salud para telemedicina, peluquerías, y ceremonias como fiestas de cumpleaños, servicios funerarios, y servicios de Bar y Bat Mitzvah. Zoom se asoció con la Fórmula 1 para crear un club virtual donde los fanáticos puedan ir detrás de escena y participar en actividades virtuales a través de Zoom, comenzando con el Gran Premio de Hungría el 19 de julio de 2020. Un artículo publicado en julio de 2020 en el San Francisco Chronicle señaló una nueva tendencia en el mercado de bienes raíces de San Francisco y Oakland, en el cual se agrega en los avisos de viviendas información sobre rincones y habitaciones como «atractivos fondos para Zoom», teniendo en cuenta la tendencia al teletrabajo y la necesidad de una buena presentación de la «oficina en casa».
La obra de teatro de Richard Nelson: ¿De qué tenemos que hablar? tiene lugar en Zoom, y sus personajes principales se congregan en línea durante la pandemia de coronavirus usando Zoom. Escrito y dirigido por Nelson, la pieza fue encargada por The Public Theatre de Nueva York, y se estrenó en YouTube el 29 de abril de 2020, como una función benéfica. The New Yorker lo llamó «la primera gran obra original de la cuarentena». Oprah's Your Life in Focus: A Vision Forward fue una experiencia virtual en vivo organizada por Oprah Winfrey en Zoom del 16 de mayo al 6 de junio de 2020. En la obra de Source Material In These Uncertain Times, dirigida por Samantha Shay, los personajes se comunican por Zoom. La obra se estrenó en Zoom el 25 de julio de 2020. En 2020 la película de terror británica Host, del género metraje encontrado se basa en anfitrión de Zoom. La película está dirigida por Rob Savage, y en ella un grupo de jóvenes tiene una sesión remota en la que intentan comunicarse con espíritus a través de Zoom. Se estrenó en la plataforma de streaming Shudder en julio de 2020. Una lectura en vivo de la obra de Kristoffer Díaz de 2009 La entrada elaborada de la Deidad de Chad sobre Zoom se transmitió en Play-PerView del 15 al 20 de agosto de 2020. En la película de 2021 Locked Down, dirigida por Doug Liman y protagonizada por Anne Hathaway y Chiwetel Ejiofor, los personajes se comunican a través de conferencias Zoom.
Del 3 al 4 de julio, utilizando Zoom Webinar, la Asociación Internacional de Derecho Constitucional y Alma Mater Europaea organizaron el primer evento «24 horas al día y alrededor del mundo» que se desarrolló a través de distintos husos horarios, con 52 oradores de 28 países. Poco después, se hizo común este formato de conferencias que «viajan virtualmente por el mundo con el sol de este a oeste», algunas de las cuales duran varios días.
El 17 de septiembre de 2020, Dane Cook presentó una lectura en vivo del guion de la película Fast Times at Ridgemont High de 1982, con artistas como Brad Pitt, Jennifer Aniston, Julia Roberts, el miembro del elenco original Sean Penn, Matthew McConaughey, Shia.LaBeouf, Morgan Freeman (quien se desempeñó como narrador), Jimmy Kimmel, Ray Liotta y John Legend, para recaudar dinero para la organización benéfica CORE. La transmisión de los 72 Primetime Emmy Awards el 20 de septiembre de 2020, presentada por Jimmy Kimmel, contó con la participación de nominados a través de Zoom. En un video musical alternativo para el sencillo de 2020 «Ice Cream» de Blackpink con Selena Gomez, los artistas aparecieron a través de Zoom desde sus hogares. La serie Zoom Where It Happens, que se transmite por Zoom es una asociación entre Zoom y artistas negras, y fue lanzada en septiembre de 2020 con una lectura de mesa virtual de un episodio de The Golden Girls, reinventado con un elenco completamente negro. El segundo episodio contó con un elenco completamente negro en una lectura de mesa de un episodio de Friends, presentado por Gabrielle Union y con Sterling K. Brown y Uzo Aduba.

## Recepción

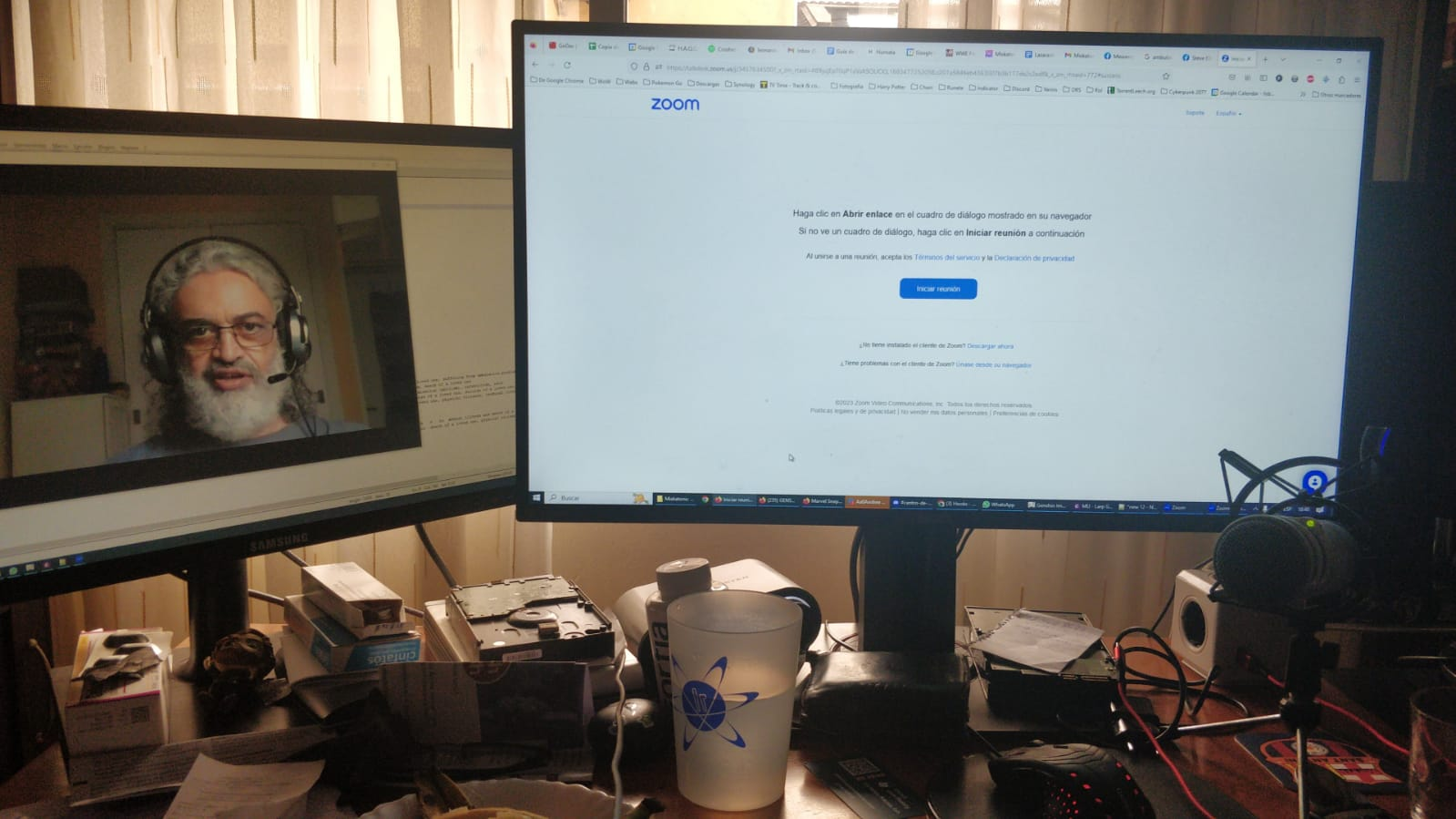
A la derecha, pantalla de inicio de la aplicación Zoom; a la izquierda, la misma aplicación en uso.

Zoom ha sido criticado por «fallas de seguridad y malas elecciones de diseño» que han resultado en un mayor escrutinio de su software. Muchos de los problemas de Zoom «rodean características deliberadas diseñadas para reducir la fricción en las reuniones», según Citizen Lab quien habría descubierto que «también, por diseño, reduce la privacidad o la seguridad». En marzo de 2020, la procuradora general del estado de Nueva York, Letitia James, abrió una investigación sobre las prácticas de privacidad y seguridad de Zoom, la investigación se cerró el 7 de mayo de 2020, y en ella Zoom negó que hubiera irregularidades, pero acordó tomar medidas de seguridad adicionales. En abril de 2020, el CEO Yuan se disculpó por los problemas de seguridad, y afirmó que algunos de los problemas eran el resultado de que Zoom se diseñó para «grandes instituciones con soporte de TI completo», señaló que en diciembre de 2019, Zoom tenía un máximo de 10 millones de usuarios diarios, y en marzo de 2020 el software tenía más de 200 millones de usuarios diarios, lo que planteaba a la empresa mayores desafíos. Zoom acordó centrarse en la privacidad de los datos y emitir un informe de transparencia. En abril de 2020, la compañía lanzó la versión 5.0 de Zoom, que atendió una serie de problemas de seguridad y privacidad, incluyendo contraseñas por defecto, encriptado mejorado y un nuevo icono de seguridad para reuniones. En septiembre de 2020, Zoom agregó soporte para la autenticación de dos factores en sus aplicaciones de escritorio y móviles; anteriormente, la función de seguridad solo estaba disponible en la Web.
A partir de abril de 2020, las empresas, las escuelas y las entidades gubernamentales que han restringido o prohibido el uso de Zoom en sus redes incluyeron a Google, Siemens, la Fuerza de Defensa Australiana, el Ministerio de Relaciones Exteriores de Alemania y el Ministerio del Interior de India, SpaceX y el Departamento de Educación de la Ciudad de Nueva York. Sin embargo, en mayo de 2020 el Departamento de Educación de la ciudad de Nueva York levantó la prohibición de Zoom, luego de que la compañía abordara las preocupaciones de seguridad y privacidad.
En septiembre de 2020, Zoom tenía 370 200 clientes institucionales con más de 10 empleados, un 458 por ciento más que en el mismo trimestre del año anterior. Los ingresos de la compañía aumentaron un 355 por ciento, a USD 663,5 millones, superando la estimación promedio de los analistas de USD 500,5 millones. El pronóstico de ingresos anuales en más del 30 por ciento se pudo aumentar después de que muchos de sus usuarios gratuitos se pasaron a suscriptores pagos.

### Privacidad
Zoom ha sido criticado por sus políticas de privacidad e intercambio de datos corporativos, así como por permitir que los hosts de video, potencialmente violen la privacidad de quienes participan en sus llamadas. También puede haber problemas con la vigilancia no autorizada de los estudiantes y posibles violaciones de los derechos de los estudiantes bajo la Ley de Privacidad y Derechos Educativos de la Familia (FERPA). Según la compañía, los servicios de video cumplen la normativa de FERPA y solo recopilan y almacenan datos del usuario para soporte técnico.
En marzo de 2020, un artículo de Motherboard descubrió que la aplicación iOS de la compañía al comienzo estaba enviando datos de análisis del dispositivo a Facebook, independientemente de si se estaba utilizando una cuenta de Facebook con el servicio y sin revelarlo al usuario. Zoom respondió que recientemente se había enterado del problema y había parcheado la aplicación para eliminar el SDK, tras enterarse de que estaba recopilando datos innecesarios del dispositivo. La empresa declaró que el SDK recopilaba información sobre las especificaciones del dispositivo del usuario (como los nombres de los modelos y las versiones del sistema operativo) solo para optimizar su servicio y que no recopilaba información personal. En el mismo mes, Zoom fue demandado por un usuario en un Tribunal Federal de EE. UU. por divulgar ilegal y secretamente datos personales a terceros, incluido Facebook. Zoom respondió que «nunca ha vendido datos de usuarios en el pasado y no tiene intención de vender datos de usuarios en el futuro».
En abril de 2020, se encontró una función de extracción de datos de Zoom que enviaba automáticamente nombres de usuario y direcciones de correo electrónico a LinkedIn, lo que permite que algunos participantes accedan a los datos de perfil de LinkedIn sobre otros usuarios. Las empresas deshabilitó esta integración. En mayo de 2020, la Comisión Federal de Comercio anunció que estaba investigando las prácticas de privacidad de Zoom. La Comisión alegó en una queja que desde al menos 2016, «Zoom mantuvo las claves criptográficas que podrían permitirle a Zoom acceder al contenido de las reuniones de sus clientes, no proporcionó cifrado de extremo a extremo anunciado, afirmó falsamente el cumplimiento de HIPAA, instaló el servidor web ZoomOpener sin el consentimiento adecuado, no desinstaló el servidor web después de desinstalar la aplicación Zoom y aseguró sus Reuniones Zoom con un nivel de cifrado más bajo de lo prometido». El 9 de noviembre de 2020, se llegó a un acuerdo que requería que la compañía dejara de tergiversar las características de seguridad, crear un programa de seguridad de la información, obtener evaluaciones semestrales por parte de un tercero e implementar medidas de seguridad adicionales.

### Seguridad
En noviembre de 2018, se descubrió una vulnerabilidad de seguridad que permitía a un atacante remoto no autenticado falsificar mensajes UDP que permitían al atacante eliminar asistentes de reuniones, falsificar mensajes de usuarios o secuestrar pantallas compartidas. La compañía lanzó correcciones poco después de que se descubriera la vulnerabilidad.
En julio de 2019, el investigador de seguridad Jonathan Leitschuh reveló una vulnerabilidad de día cero que permite a cualquier sitio web obligar a un usuario de macOS a unirse a una llamada de Zoom, con su cámara de video activada, sin el permiso del usuario. Los intentos de desinstalar el cliente Zoom en macOS solicitarían al software que se reinstale automáticamente en segundo plano, utilizando un servidor web oculto que se configuró en la máquina durante la primera instalación y permaneció activo incluso después de intentar eliminar el cliente. Después de recibir críticas públicas, Zoom eliminó la vulnerabilidad y el servidor web oculto, permitiendo la desinstalación completa.
En abril de 2020, los investigadores de seguridad encontraron vulnerabilidades donde las credenciales de los usuarios de Windows podrían estar expuestas. Otra vulnerabilidad que permite el acceso espontáneo a cámaras y micrófonos se hizo pública. Zoom estableció una corrección en abril de 2020. En el mismo mes, «Zoombombing», cuando un participante no deseado se unió a una reunión para causar interrupciones, generó una advertencia del FBI. Motherboard informó que hubo dos Zoom de día cero para macOS y Windows respectivamente, que se vendieron por USD 500 000, el 15 de abril de 2020. Los corredores de errores de seguridad estaban vendiendo acceso a los defectos de seguridad de Zoom que podrían permitir el acceso remoto a las computadoras de los usuarios. Los piratas informáticos también pusieron a la venta más de 500 000 nombres de usuarios y contraseñas de Zoom en la web oscura. En respuesta a la multitud de problemas de seguridad y privacidad encontrados, Zoom comenzó un plan de seguridad integral, que incluía consultas con Luta Security, Trail of Bits, el exCSO de Facebook Alex Stamos, el exlíder global de tecnología de privacidad de Google Lea Kissner, BishopFox, el NCC Group, y el criptógrafo de la Universidad Johns Hopkins, Matthew D. Green. El 20 de abril de 2020, The New York Times informó que los ingenieros de Dropbox habían rastreado las vulnerabilidades de seguridad de Zoom desde hace más de dos años, presionando a Zoom para que abordara esos problemas más rápidamente y pagando a los mejores piratas informáticos para que encontraran problemas con el software de Zoom. En el mismo artículo, el The New York Times señaló que los investigadores de seguridad han elogiado a Zoom por mejorar sus tiempos de respuesta y por corregir rápidamente errores recientes y eliminar funciones que podrían tener riesgos de privacidad. En abril de 2020, Zoom hizo muchas de sus configuraciones de seguridad configuraciones predeterminadas y aconsejó a los usuarios sobre formas de mitigar el Zoombombing. En una publicación de blog del 1 de abril de 2020, Yuan anunció un congelamiento por 90 días del lanzamiento de nuevas funciones, para enfocarse en solucionar problemas de privacidad y seguridad dentro de la plataforma. La compañía creó un nuevo botón «informar a un usuario a Zoom», destinado a atrapar a quienes están detrás de los ataques de Zoombombing. El 1 de julio de 2020, al final de la congelación, la compañía declaró que había lanzado 100 nuevas características de seguridad durante un período de 90 días. Esos esfuerzos incluyeron el encriptado de extremo a extremo para todos los usuarios, activar las contraseñas de reuniones de forma predeterminada, brindar a los usuarios la capacidad de elegir desde qué centros de datos se enrutan las llamadas, consultar con expertos en seguridad, formar un consejo de CISO, un programa mejorado de recompensas de errores, y trabajar con terceros para ayudar a probar la seguridad. Yuan también declaró que Zoom compartiría un informe de transparencia más adelante.
El 16 de noviembre de 2020, Zoom anunció una nueva función de seguridad para combatir las interrupciones durante una sesión. Se dijo que la nueva función era predeterminada para todos los usuarios gratuitos y de pago y estaba disponible en los clientes de Zoom para Mac, PC y Linux, así como en las aplicaciones móviles de Zoom.

#### Prácticas de cifrado
Zoom cifra sus flujos de datos públicos, utilizando TLS 1.2 con AES-256 (Advanced Encryption Standard) para proteger la señalización y AES-128 para proteger los medios de transmisión.

### Enrutamiento de datos
Zoom admitió que algunas llamadas a principios de abril de 2020 y antes se enrutaron por error a través de servidores en China continental, lo que provocó que algunos gobiernos y empresas dejaran de usar Zoom. Más tarde, la compañía anunció que los datos de los usuarios gratuitos fuera de China "nunca se enrutarían a través de China" y que los suscriptores de pago podrán personalizar qué regiones de centros de datos desean utilizar. La empresa tiene centros de datos en Europa, Asia, América del Norte e Iberoamérica.

### Censura
Un informe de Citizen Lab de abril de 2020 advirtió que tener gran parte de la investigación y el desarrollo de Zoom en China podría «abrir Zoom por la presión de las autoridades chinas». La cuenta de Lee Cheuk Yan (presidente del Partido Laborista de Hong Kong) también fue cerrada a principios de mayo de 2020, y la del activista de derechos humanos Zhou Fengsuo se cerró en junio, después de que realizó un evento en el que se debatió sobre las protestas de la plaza de Tiananmen en 1989. En junio de 2020, Zoom reconoció que había cancelado dos cuentas pertenecientes a usuarios estadounidenses y una de un usuario de Hong Kong, conectado a reuniones que discutían las protestas de la Plaza Tiananmen de 1989, las cuentas se volvieron a restablecer más tarde, y la compañía declaró que en el futuro, «tendrá un nuevo proceso para manejar situaciones similares». Zoom también anunció la próxima tecnología que podría evitar que los participantes de países específicos se unan a llamadas que se consideren ilegales en esas áreas del mundo.